# Адам Хенрик Бозе
Адам Генрих Бозе (нем. Adam Heinrich Bose; 3 марта 1667, Унтерфранлебен — 21 мая 1749, Мёльбис) — саксонский и польский генерал от инфантерии, губернатор города и замка Виттенберг, наследственный феодал Мёльбиса, Трагеса, Ломе, Никерна и Унтерфранлебена. Кавалер саксонского Ордена Святого Генриха.

## Происхождение
Бозе происходил из саксонского аристократического рода фон Бозе, который намеренно избегал использования дворянского титула при написании своего имени. Он был сыном тайного советника Кристофа Дитриха Бозе Старшего (1628—1708) и его жены Урсулы фон Гуштедт (1636—1694). Его братьями были ректор собора Иоганн Бальтазар Бозе, тайный советник Кристоф Дитрих Бозе Младший, тайный и апелляционный советник Мерзебурга Вольф Дитрих Бозе и подполковник Готтлоб Сигизмунд Бозе.

## Биография
Начал свою службу пажом в избирательном суде и пажом у курпринца, где изучил артиллерийское дело. В 1688 году его направили в Дрезденский гарнизонный батальон генерала Вольфа Каспара фон Кленгеля, где пробыл год и дослужился до унтер-офицера. Затем он был переведен в Виттенберг в качестве прапорщика в полку Ганса Генриха Куффера. В том же 1689 году принял участие в осаде Майнца. Он попался на глаза саксонскому фельдмаршалу Хайно Генриху фон Флеммингу. Это привело Бозе в его пехотный полк, состоявший из трех батальонов. Затем он стал адъютантом и в 1690 году получил собственную роту. В 1690 году фельдмаршал Хайно Генрих фон Флемминг перешёл на службу к курфюрсту Бранденбурга, а его полк был передан генералу Гансу Адаму фон Шёнингу, а Адам Генрих Бозе был произведен в лейтенанты.
В 1692 году Ганс Генрих Бозе вступил в основанный его отцом дворянский кадетский корпус в качестве командира и быстро сделал себе карьеру в армии. Он стал майором в 1694 году, прибыл в Вену в 1695 году и отправился в Венгрию добровольцем в составе корпуса саксонского курфюрста Августа Сильного. После кампании 1696 года он получил чин подполковника. В том же году он повел полк из Германии в Италию и в 1698 году на Рейн. В 1699 году полк вернулся в Саксонию.
Когда в 1700 году разразилась Северная война, Ганс Генрих Бозе получил чин полковника во время осады Риги саксонско-польской армией Августа Сильного, во время которой он командовал всеми гренадерами. 10 октября 1700 года он был назначен комендантом завоеванной крепости ливонской Кокенхаузен. Когда в июле 1701 году саксонской армии пришлось отступить, Ганс Генрих Бозе 22 июля покинул крепость Кокенхаузен, приказав разрушить крепость и сжечь мост через Даугаву. Сам Ганс Генри Бозе со своим гарнизоном благополучно соединился с армией Августа Сильного. В 1702 году в чине полковника он получил свой полк, который был уничтожен в Пинезовском бою. Из остатков пехоты были сформированы два гвардейских полка. Генерал-лейтенант Шуленбург получил первый полк, а полковник Бозе — второй полк. Адам Генрих Бозе начал обучение своего нового полка, который в 1703 году осажден шведами в Торне и взят в плен. Самого Ганса Генриха Бозе не было в Торне, и курфюрст Август Сильный приказал ему сформировать новый полк и отбить Торн. В 1704 году он командовал осадной артиллерией, но когда шведы прибыли на помощь своему гарнизону, осада была прекращена. В 1706 году Ганс Генрих Бозе участвовал в битве при Фрауштадте, где сражался на правом фланге объединённой русско-саксонской армии. После заключения Альтранштедтского мира в 1706 году полк Бозе находился в Дрездене. В следующем 1707 году Бозе с полком прибыл на Рейн в имперскую армию, которая в 1708 году выступила на Брабант. В 1710 году он сражался при осаде Бетьюна, когда Август Сильный приказал ему вернуться в Саксонию и произвел его в генерал-майоры. В 1711 году Бозе был отправлен в Шведскую Померанию, где он должен был поддержать блокаду союзниками крепости Штральзунд. В феврале 1713—1714 годов Ганс Генрих Бозе участвовал в осаде шведского гарнизона в Тённинге, который вынужден был капитулировать. В августе-сентябре 1713 года Бозе возглавил саксонско-русский корпус во время осады крепости Штеттин, который сдался чрез 8 дней. 4 декабря 1714 года Бозе был произведен в генерал-лейтенанты. В следующем 1715 году Ганс Генри Бозе находился в Данциге. В 1716 году ему было поручено командование территорией от Вислы до границ Пруссии и Литвы. Для этого он получил 6 кавалерийских и 4 пехотных полка. В 1716 году польские повстанцы-конфедераты под командованием Гняздовского захватили Познань, и Ганс Генрих Бозе получил приказ разбить их. Войска встретились у Ковалево, где конфедераты потерпели поражение. Бозе двинулся со своим корпусом в Померанию через Торн, где он пребывал до мира 1717 года. Войска были распущены, и генерал Бозе прибыл ко двору в Дрезден. В 1720 году он сменил генерала Карла Готтлоба фон Нейтшютца на посту временного губернатора Лейпцига, пока генерал Фридрих Генрих фон фон Зекендорф не вступил в должность губернатора столицы Саксонии. В 1723 году он стал губернатором города и крепости Виттенберг, сменив на этом посту генерала Кристина Дитриха фон Робеля. Таким образом, он сопровождал короля Августа Сильного в Берлин в 1729 году. В Большом лагере под Мюльбергом он командовал второй линией пехоты, а затем 18 февраля 1731 года был назначен генералом от инфантерии.
Когда в 1733 году началась Война за польское наследство, в 1734 году Ганс Генрих Бозе был назначен генералом Вольфом Генрихом фон Баудиссином участвовал в осаде Данцига. Затем он стал командующим всеми саксонскими войсками в Польше в качестве представителя герцога Иоганна Адольфа Саксен-Вейсенфельского. Ему удалось обезопасить страну настолько, что в 1735 году новый польский король Август III смог остаться в Варшаве. В конце 1735 года Ганс Генрих Бозе вернулся в Виттенберг. В 1736 году он одним из первых получил Военный орден Святого Генриха. В 1741 году генерал Вольф Генрих фон Баудиссен ушёл в отставку, и 26 сентября Ганс Генрих Бозе стал его преемником, пока герцог Иоганн Адольф Саксен-Вейсенфельский не принял командование саксонской армией. Он попросил отпуск, но это не было удовлетворено, и поэтому он снова стал командующим армией в 1744 году, поскольку герцог Саксен-Вайсенфельский выступил в поход в Богемию против прусской армии. В конечном итоге, как полководец, из-за проигрыша во Второй Силезской войне на стороне Австрии в 1745 году ему пришлось участвовал в заключении сепаратного Дрезденского мира с королем Пруссии Фридрихом II. 15 декабря 1745 года битве под Кессельсдорфом прусская армия разгромила союзные саксонско-австрийские силы. 18 декабря того же года прусский король вступил в Дрезден, столицу Саксонии. Попытки Ганса Генриха Бозе получить уведомление о капитуляции за три дня и обеспечить свободный отъезд гарнизона не увенчались успехом. Фридрих Великий ответил: «Генерал Бозе остается на свободе, все остальные военнопленные».
В 1746 году Ганс Генрих Бозе снова попросил отпуска, который снова не был предоставлен. В 1747 году он был представлен прусскому королю Фридриху Великому, находившемуся в Дрездене и высоко оценившему его душевную и физическую силу.
В 1748 году Ганс Генрих Бозе передал пост губернатора Виттенберга генерал-лейтенанту Фридриху Генриху Ангальт-Дессаускому. Он по-прежнему сопровождал принцев на Лейпцигской пасхальной ярмарке в 1749 году, но затем перенес инсульт и умер в Мёльбисе 21 мая. Он и позже его жена были похоронены в Мёльбисе.
В мирное время он удалился в свое поместье в Мёльбисе, которое перешло к семье Бозе в результате брака его отца. Здесь он с нуля перестроил усадебный дом под замок. Он также отремонтировал сельскую церковь. В 1703 году он женился на Магдалине Софи фон Хесслер (1683—1752), дочери саксонского генерал-майора Ганса Генриха фон Хесслера. Поскольку брак остался бездетным, её племянник Карл Генрих Здислав фон Бозе из фогтландской ветви семьи унаследовал важные владения после смерти своей тёти в 1752 году.
Адам Генрих Бозе был очень воинственным и обладал высоким интеллектуальным уровнем. Несмотря на эти качества или благодаря им, о нём ходили всевозможные странные легенды и страшилки, начиная от «колдунов» и заканчивая «в союзе с дьяволом», особенно после его смерти.